# 죽전동 (대구)
죽전동(竹田洞)은 대한민국 대구광역시 달서구의 행정동이다. 법정동 죽전동 일원과 감삼동 일부를 관할한다.

## 유래
조선 후기 옛 죽전동 지역에 대나무 밭이 많았으며 대나무를 이용한 갈퀴를 많이 만들어 팔았다는 데에서 동 명칭이 유래가 되었다.

## 역사
- 조선시대 죽전동
- 1895년 음력 윤5월 1일 대구부 대구군 성서면 죽전동[1]
- 1896년 8월 4일 경상북도 대구군 성서면 죽전동[2]
- 1910년 10월 1일 경상북도 대구부 성서면 죽전동
- 1914년 4월 1일 경상북도 달성군 성서면 죽전동[3]
- 1958년 1월 1일 경상북도 대구시 죽전동[4]
- 1963년 1월 1일 경상북도 달성군 성서면 죽전동[5]
- 1980년 12월 1일 경상북도 달성군 성서읍 죽전동[6]
- 1981년 7월 1일 대구직할시 서구 죽전동 (성서출장소 관할)[7]
- 1982년 9월 1일 대구직할시 서구 죽전동(신설 성서2동 관할)[8]
- 1988년 1월 1일 대구직할시 달서구 죽전동[9]
- 1989년 6월 1일 신설한 행정동 성서4동 관할
- 1995년 1월 1일 대구광역시 달서구 죽전동
- 1996년 1월 1일 행정동 성서4동을 죽전동으로 개칭[10]

## 주요 시설
주요 시설로는 죽전역, 대구지방병무청 징병검사장, 서남시장 등이 있다.
교육 기관으로 대구죽전초등학교, 죽전중학교이 있다.

## 아파트
| 단지명     | 건설사     | 시행사       | 주소                 | 입주       | 비고 |
| ---------- | ---------- | ------------ | -------------------- | ---------- | ---- |
| 죽전그린빌 | ㈜신일건업 | 대한주택공사 | 달서구 와룡로53길 40 | 2003년 5월 |      |

- 죽전역 에일린의 뜰 - 2024년 2월 입주 / 아이에스동서